# 眠れる森の美女の城
眠れる森の美女の城（ねむれるもりのびじょのしろ）は世界の複数のディズニーパークにおけるランドマークであり、アトラクションである。

## 眠れる森の美女の城があるパーク
- ディズニーランド（ディズニーランド・リゾート）
- ディズニーランド・パーク (パリ)（ディズニーランド・パリ）

## かつて存在していたパーク
- 香港ディズニーランド（香港ディズニーランド・リゾート）

## モデル
原作者であるシャルル・ペローは、フランスのユッセ城で『眠れる森の美女』を書いたとされるが、ディズニーテーマパークの「眠れる森の美女の城」は、ノイシュヴァンシュタイン城をはじめとしたドイツの様々な城がモデルになっている。
参考：Disney Online Guest Services

## 各施設紹介

### ディズニーランド（アナハイム）
| 眠れる森の美女の城 Sleeping Beauty Castle | 眠れる森の美女の城 Sleeping Beauty Castle | 眠れる森の美女の城 Sleeping Beauty Castle         | 眠れる森の美女の城 Sleeping Beauty Castle         |
| ----------------------------------------- | ----------------------------------------- | ------------------------------------------------- | ------------------------------------------------- |
| オープン日                                | オープン日                                | 1955年7月17日（ディズニーランドと同時にオープン） | 1955年7月17日（ディズニーランドと同時にオープン） |
| スポンサー                                | スポンサー                                | なし                                              | なし                                              |
| 利用制限                                  |                                           | なし                                              | なし                                              |
| ファストパス                              | ファストパス                              |                                                   | 対象外                                            |
| シングルライダー                          | シングルライダー                          |                                                   | 対象外                                            |

アナハイムのディズニーランドの眠れる森の美女の城(Sleeping Beauty Castle)は、世界で最初に造られた「眠れる森の美女の城」である。この城は、ディズニーパークにある城の中で最も古くて小さい城でもある。
2005年には、パークの50周年（金婚）の記念に城の各塔に金の王冠のデコレーションが施された。2015年には、パークの60周年（ダイヤモンド婚）の記念に透明なダイヤモンドやクリスタルのデコレーションが施された。

### ディズニーランド・パリ
| 眠れる森の美女の城 Sleeping Beauty Castle La chateau de la belle au bois dormant | 眠れる森の美女の城 Sleeping Beauty Castle La chateau de la belle au bois dormant | 眠れる森の美女の城 Sleeping Beauty Castle La chateau de la belle au bois dormant | 眠れる森の美女の城 Sleeping Beauty Castle La chateau de la belle au bois dormant |
| -------------------------------------------------------------------------------- | -------------------------------------------------------------------------------- | -------------------------------------------------------------------------------- | -------------------------------------------------------------------------------- |
| オープン日                                                                       | オープン日                                                                       | 1992年4月12日（ユーロ・ディズニーランド（当時）と同時にオープン）                | 1992年4月12日（ユーロ・ディズニーランド（当時）と同時にオープン）                |
| スポンサー                                                                       | スポンサー                                                                       | なし                                                                             | なし                                                                             |
| 利用制限                                                                         |                                                                                  | なし                                                                             | なし                                                                             |
| ファストパス                                                                     | ファストパス                                                                     |                                                                                  | 対象外                                                                           |
| シングルライダー                                                                 | シングルライダー                                                                 |                                                                                  | 対象外                                                                           |

眠れる森の美女の城(Sleeping Beauty Castle)は、ディズニーランド・パリのほぼ中央に聳えるパークのシンボル的ランドマークである。東京ディズニーランドのシンデレラ城に相当する。内部は歩いて回ることができ、2階部分が「眠れる森の美女ギャラリー」、地下部分が「ドラゴンの洞窟」となっている。
以下の2つのアトラクション（歩けるエリア）を含んでいる。
- 眠れる森の美女ギャラリー（La Galerie de la Belle au Bois Dormant)

ディズニー映画「眠れる森の美女」の各シーンを再現したステンドグラスとタペストリーが展示されるギャラリー。中心には眠れる森の美女（オーロラ姫）のタペストリーが掲げられている。自由に歩いて見学することができる。
- ドラゴンの洞穴（La Taniere du Dragon)

城の側面から入り地下に降りると、巨大なドラゴンが眠っている洞窟となっている。ドラゴンは時々目を覚まして動く。このドラゴンは、オーロラ姫に呪いをかけた魔女マレフィセントが変身した姿である。

### 香港ディズニーランド
| 眠れる森の美女の城 Sleeping Beauty Castle 睡公主城堡 | 眠れる森の美女の城 Sleeping Beauty Castle 睡公主城堡 | 眠れる森の美女の城 Sleeping Beauty Castle 睡公主城堡 | 眠れる森の美女の城 Sleeping Beauty Castle 睡公主城堡 |
| ---------------------------------------------------- | ---------------------------------------------------- | ---------------------------------------------------- | ---------------------------------------------------- |
| オープン日                                           | オープン日                                           | 2005年9月12日                                        | 2005年9月12日                                        |
| クローズ日                                           | クローズ日                                           | 2018年1月1日                                         | 2018年1月1日                                         |
| スポンサー                                           | スポンサー                                           | なし                                                 | なし                                                 |
| 利用制限                                             |                                                      | なし                                                 | なし                                                 |
| ファストパス                                         | ファストパス                                         |                                                      | 対象外                                               |
| シングルライダー                                     | シングルライダー                                     |                                                      | 対象外                                               |

眠れる森の美女の城(Sleeping Beauty Castle)は、香港ディズニーランドのシンボル。ディズニーランド（アナハイム）のものとほぼ同一のデザインによって建設されており、ディズニーランド・パリにあるお城と比べるとかなり小さい。
2004年11月18日、最後の小塔が設置された。
また、花火前の時間帯は通行が出来なくなる。
2016年11月22日、『眠れる森の美女の城』の増築が発表され、ディズニーパーク史上初のお城の増築となる。上海ディズニーランドのようにテーマを特定なプリンセスに集中ではなく、「すべてのプリンセスを集めたお城」をイメージしてデザインしたものである。名称は「キャッスル・オブ・マジカル・ドリーム」となり、2020年以内完成予定。
2018年1月1日、開園当初から続いた夜の花火『ディズニー・イン・ザ・スターズ』の公演が正式に終了した。

## 眠れる森の美女の城とシンデレラ城
カリフォルニア州のアナハイムにあるディズニーランドの眠れる森の美女の城はそのモデルとなったノイシュヴァンシュタイン城の影響を色濃く残している。これに対して、その次にデザインされたマジック・キングダムのシンデレラ城（フロリダオーランド）は複数のヨーロッパの建築、ドイツよりフランスの城・宮殿をモデルにしている。ルーツとしてはユッセ城、フォンテーヌブロー宮殿、ヴェルサイユ宮殿、シュノンソー城、シャンボール城、ショーモン城などがそれである。全体としてはディズニーランドの眠れる森の美女の城のほぼ倍の高さがあるばかりでなく、すべてにおいて大きく細部も凝った豪華なデザインになっている。
一方、眠れる森の美女の城はカリフォルニア州アナハイムのディズニーランドと香港ディズニーランドにほぼ同じものがある。ディズニーランド・パリにある眠れる森の美女の城は名前だけ同じだが、他の二つとはデザインおよび大きさが異なり、実在の城だけでなく童話やアニメーションなどの想像上のモチーフに強い影響を受けている。
シンデレラ城は、東京ディズニーランドとマジック・キングダムにほぼ同じものがある。＊参考：Disney Online Guest Services